# المساعد المنزلي
المساعد المنزلي (بالإنجليزية: Home Assistant) هو برنامج حر ومفتوح المصدر لأتمتة المنزل مصمم ليكون نظام تحكم مركزي للأجهزة المنزلية الذكية ،يركز على التحكم المحلي والخصوصية، مما يعني أنه يسمح للمستخدمين بالتحكم في أجهزتهم المنزلية الذكية دون الحاجة إلى إرسال البيانات إلى خوادم خارجية. يمكن الوصول إلى مساعد المنزل من خلال واجهة مستخدم ويب، أو من خلال تطبيقات مصاحبة لنظامي أندرويد وآي أو إس، أو عن طريق الأوامر الصوتية عبر مساعد افتراضي مثل مساعد جوجل أو أمازون اليكسا .
برنامج المساعد المنزلي هو برنامج حر ومفتوح المصدر لأتمتة المنزل مصمم ليكون نظام تحكم مركزي للأجهزة المنزلية الذكية يركز برنامج المساعد المنزلي على التحكم المحلي والخصوصية، مما يعني أنه يسمح للمستخدمين بالتحكم في أجهزتهم المنزلية الذكية دون الحاجة إلى إرسال البيانات إلى خوادم خارجية.
بعد تثبيت تطبيق مساعد منزلي على كجهاز كمبيوتر، يعمل كنظام تحكم مركزي لأجهزة إنترنت الأشياء وبرامجها وتطبيقاتها وخدماتها. يُعرف هذا النظام باسم محور المنزل الذكي. يدعم برنامج المساعد المنزلي مجموعة واسعة من أجهزة إنترنت الأشياء، بما في ذلك تلك التي تستخدم بروتوكولات البلوتوث و زيجبي و موجة زي. يدعم برنامج المساعد المنزلي أيضًا الأنظمة البيئية المفتوحة والملكية، إذا كانت توفر وصولاً عامًا عبر واجهة برنامج التطبيق المفتوح (Open API ) أو إم كيو تي تي .
فيما يلي بعض الميزات الرئيسية لـ برنامج المساعد المنزلي:
- يدعم مجموعة واسعة من أجهزة إنترنت الأشياء.
- سهل الاستخدام.
- مفتوح المصدر.
- قابل للتخصيص.
- يدعم الأنظمة البيئية المفتوحة والملكية.

يمكن استخدام المعلومات الواردة من جميع الأجهزة وخصائصها (الكيانات) التي يراها برنامج المساعد المنزلي والتحكم فيها من داخل البرامج النصية، مثل التشغيل الآلي باستخدام الجدولةوالروتين الفرعي "المخطط". على سبيل المثال، يمكن استخدام هذه المعلومات للتحكم في الإضاءة والمناخ وأنظمة الترفيه والأجهزة المنزلية.
فيما يلي بعض الأمثلة على كيفية استخدام برنامج المساعد المنزلي للتحكم في الأجهزة المنزلية:
- يمكنك إنشاء برنامج نصي لتشغيل الإضاءة عند دخول المنزل وإيقافها عند مغادرة المنزل.
- يمكنك إنشاء برنامج نصي لضبط درجة حرارة المكيف عند الاستيقاظ وخفضها عند النوم.
- يمكنك إنشاء برنامج نصي لتشغيل نظام الصوت عند مشاهدة التلفزيون وإيقافه عند الانتهاء من المشاهدة.
- يمكنك إنشاء برنامج نصي لتشغيل الغسالة أو المجفف عند الحاجة.

## تاريخ
بدأ مشروع برنامج المساعد المنزلي في سبتمبر 2013 كتطبيق بايثون بواسطة المبرمجوالمطور بولوس شوتسن. تم نشره لأول مرة علنًا على برنامج غيت هاب في نوفمبر عام 2013،منذ ذلك الحين، أصبح برنامج المساعد المنزلي نظامًا مفتوح المصدر شائعًا لأتمتة المنزل. يدعم مجموعة واسعة من أجهزة إنترنت الأشياء والأنظمة البيئية، ويمكن استخدامه لإنشاء مجموعة متنوعة من السيناريوهات المنزلية الذكية.
بالتأكيد، إليك إعادة صياغة النص:
في يوليو 2017، تم تقديم نظام تشغيل مُدار يسمى (Hass.io). تم تصميم Hass.io لتسهيل استخدام المساعد المنزلي على أجهزة الكمبيوتر أحادية اللوحة مثل سلسلة راسبيري باي، يوفرنظام التشغيل نظام إدارة "المشرف" المجمع الذي يسمح للمستخدمين بإدارة التثبيت المحلي ونسخه احتياطيًا وتحديثه. كما أنه يوفر خيارًا لتوسيع وظائف البرنامج مع االوظائف الإضافية.
فيما يلي بعض مزايا استخدام نظام التشتغيل :
- سهل الاستخدام
- خفيف الوزن
- مستقر
- قابل للتخصيص
- يدعم مجموعة واسعة من الوظائف الإضافية

في ديسمبر عام 2017، تم تقديم خدمة اشتراك اختيارية لـ المساعد المنزلي. تهدف هذه الخدمة إلى معالجة التعقيدات المرتبطة بالوصول الآمن عن بُعد، بالإضافة إلى الارتباط بـ أمازون اليكسا و مساعد جوجل. تأسست شركة (Nabu Casa، Inc). في سبتمبر عام 2018 لتتولى خدمة الاشتراك. تعتمد الشركة فقط على الإيرادات من خدمة الاشتراك لتمويل البنية التحتية للمشروع ودفع أجور الموظفين المتفرغين الذين يساهمون في المشروع[بحاجة لمصدر].</link>
في يناير عام 2020،تم تعديل العلامة التجارية لـ المساعد المنزلي لجعل من السهل الرجوع إلى أجزاء مختلفة من المشروع. ؛حيث تمت إعادة تسمية الجزء الرئيسي من المنزلي إلى جوهرة المساعد المنزلي، بينما تمت إعادة تسمية المجموعة الكاملة من البرامج المزودة بنظام تشغيل،مع نظام إدارة "مشرف" مجمع باسم مساعد منزلي،(على الرغم من أنه يشار إليه عادةً باسم "HAOS "مثل اختصار" Home Assistant OS " مساعد منزلي).
في يناير عام 2021، أصدر برنامج المساعد المنزلي إعلانًا للخدمة العامة يكشف عن نقاط ضعف في النظام تسببت في تسرب البيانات. تم العثور على نقاط الضعف في عمليات الدمج المخصصة لجهة خارجية، والتي هي مكونات يمكن للمستخدمين إضافتها إلى مساعد منزلي لإضافة وظائف جديدة.
تم إصلاح نقاط الضعف في التحديثات اللاحقة، لكن الإعلان أثار مخاوف بشأن أمان المساعد المنزلي. حث المطورون المستخدمين على تحديث المساعد المنزلي على الفور ومراجعة عمليات الدمج المخصصة التي قاموا بتثبيتها.
في وقت لاحق من يناير عام 2021، قدمت تطبيق مساعد منزلي(Home Assistant )كشفًا أمنيًا ثانيًا حول ثغرة أمنية. كانت هذه الثغرة ناجمة عن خطأ في رمز البرنامج الأساسي لـمساعد منزلي ، مما سمح للمتسللين بتنفيذ التعليمات البرمجية الضارة على الأجهزة المتأثرة.

## سمات

### المعدات
المساعد المنزلي هو نظام إدارة منزل ذكي مفتوح المصدر. يمكن تثبيته على مجموعة متنوعة من الأجهزة، بما في ذلك أجهزة الكمبيوتر أحادية اللوحة (على سبيل المثال Hardkernel ODROID و راسبيري باي و Asus Tinkerboard و Intel NUC ) وأنظمة التشغيل مثل وندوز وماك أو إس ولينكس وكذلك الأجهزة الافتراضية وأنظمة NAS(المخزن المتصل بالشبكة) .
يتم دعم وندوز عبر وندوز الافتراضي او الوهمي (VM)أو تثبيت نظام ويندوز الفرعي لنظام للينكس (WSL).
فيما يلي بعض منصات الأجهزة التي تدعم المساعد المنزلي:
- أجهزة الكمبيوتر أحادية اللوحة
  - الراسبيري باي
  - إنتل NUC
- أنظمة التشغيل
  - ويندوز
  - ماك أو إس
  - لينكس
- الأجهزة الافتراضية
  - فيرتشوال بوكس
  - في إم وير

يمكن تثبيت المساعد المنزلي على مجموعة متنوعة من الأجهزة، بما في ذلك أجهزة الكمبيوتر أحادية اللوحة (ODROID N2 + و Raspberry Pi 3/4). في هذه الأجهزة، يتطلب التثبيت وميض صورة نظام على بطاقة شريحة إس ديأو بطاقه ميلتيميدا أو أي وحدة تخزين محلية أخرى يمكن للنظام التمهيد منها.
يمكن أيضًا استخدام المساعد المنزلي كبوابة أو جسر للأجهزة التي تستخدم تقنيات إنترنت الأشياء المختلفة مثل زيجي أو موجة زي . يمكن تركيب الأجهزة الضرورية على وحدات الإدخال والإخراج متعددة الأغراض (Serial / I2C/ SMBus) أو مرسل مستقبل غير متزامن شامل أو باستخدام منافذ يو اس بي.
علاوة على ذلك، يمكنه الاتصال بشكل مباشر أو غير مباشر بأجهزة إنترنت الأشياء المحلية، أو محاور التحكم / البوابات / الجسور، أو الخدمات السحابية من العديد من البائعين المختلفين، بما في ذلك أنظمة المنزل الذكي الأخرى المفتوحة والمغلقة.
في ديسمبر عام 2020، قدمت المساعد المنزلي جهاز كمبيوتر لوحي وحد مخصصًا مع برامج مجمعة تحت اسم المنتجالمساعد المنزلي الازرق "Home Assistant Blue". تم تصميم هذا الجهاز ليكون نظامًا مرجعيًا مشتركًا مدعومًا رسميًا من برنامج المساعد المنزلي. يأتي الجهاز مزودًا بنظام (Home Assistant OS )مثبت مسبقًا على وحدة تخزين بطاقة ملتيميديا (نوع من أنواع التخزين الداخلى في الهواتف)المحلية، ومحول طاقة ، وعلبة مخصصة لـبرنامج المساعد المنزلي.
أوضح مؤسسو برنامج المساعد المنزلي أن إصدار الأجهزة الرسمية لن يمنعهم من دعم منصات الأجهزة الأخرى مثل سلسلة الراسبيري باي. يريدون أن يكون لدى المستخدمين خيار اختيار الجهاز الذي يناسب احتياجاتهم وميزانيتهم.
برنامج المساعد المنزلي الازرق هو خيار رائع للمستخدمين الذين يبحثون عن نظام إدارة منزل ذكي سهل الاستخدام وقابل للتخصيص. إنه يأتي مسبقًا التثبيت مع نظام تشغيل مساعد المنزل، لذلك يمكنك البدء في استخدام منزلك الذكي على الفور. المساعد المنزلي الازرق أيضًا متوافق مع مجموعة واسعة من الأجهزة ، لذلك يمكنك التحكم في جميع أجهزتك الذكية من مكان واحد.
في سبتمبر 2021 ، أعلن مطورو مساعد منزلي عن حملة تمويل جماعي على منصه(Crowd Supply) للطلبات المسبقة لـالمساعد المنزلي الاصفر "Home Assistant Yellow"، وهو نظام أساسي جديد لأجهزة التحكم في أتمتة المنزل مع المساعد المنزلي مسبقًا تثبيته. تم تصميمالمساعد المنزلي الاصفر ليكون جهازًا،وتم تصميم الأجزاء الداخلية الخاصة به باستخدام لوحة حامل (أو "لوحة أساسية") لجهاز كمبيوتر على وحدات متوافقة مع جهاز الكمبيوتر المضمن راسبيري باي.
يتضمن المساعد المنزلي الاصفر فتحة توسعة M.2 مدمجة مخصصة إما لـ إن في إم إكسبرس وسيط تخزين ذو حالة ثابتة كتخزين موسع أو لبطاقة مسرع الذكاء الاصطناعي،ووحدة راديو مدمجة تعتمد على EFR32 من صنع معامل السيليكون قادرة على العمل كمنسق زيجي أو زعيم الخيط (موجه حدود الخيط) يتوفر أيضًا متغير اختياري مع دعم طاقة عبر الايثرنت.
من أبرز الميزات المفقودة في المساعد المنزلي الاصفر هو واجهة متعددة الوسائط عالية الوضوحأو منفذ العرضلتوصيل الشاشة. هذا على الأرجح لأنه مثل معظم محاور المنزل الذكي التي يتم تصميمها بغرض العمل كنظام بدون رأس. كما أنه يفتقر إلى بلوتوث واي فاي على متن الطائرة ومنفذ USB 3.0 افتراضيًا.
من المقرر شحنالمساعد المنزلي الاصفر في يونيو عام 2022.

### لوحة القيادة
الواجهة الأمامية الأساسية لـ المساعد المنزلي تسمى لوفلايس، والتي سميت على اسم آدا لوفلايس. يقدم لوفلايس بطاقات مختلفة لعرض المعلومات وأجهزة التحكم. يمكن للبطاقات عرض المعلومات المقدمة بواسطة جهاز متصل أو التحكم في مورد (مصابيح وأجهزة ترموستات وأجهزة أخرى).
تعتمد لغة تصميم الواجهة على التصميم متعدد الأبعاد ويمكن تخصيصها باستخدام السمات العالمية. واجهة المستخدم الرسومية قابلة للتخصيص باستخدام المحرر المدمج أو عن طريق تعديل كود YAMLالأساسي. يمكن تزويد البطاقات بمصادر مخصصة ، والتي يتم إنشاؤها غالبًا بواسطة أعضاء المجتمع.
فيما يلي بعض الأمثلة على بطاقات لوفلايس:
- بطاقة لمبة تتحكم في لمبة ذكية.
- بطاقة لمستشعر درجة الحرارة تعرض درجة الحرارة الحالية.
- بطاقة لمستشعر الرطوبة تعرض الرطوبة الحالية.
- بطاقة لجدول المواعيد تسمح لك ببرمجة الأجهزة لتشغيلها وإيقافها في أوقات معينة.
- بطاقة لحالة الطقس تعرض حالة الطقس الحالية في موقعك.

يمكن تخصيص بطاقات لوفلايس لتناسب احتياجاتك الخاصة. يمكنك تغيير الألوان والخطوط والحجم والمحتوى للبطاقات. يمكنك أيضًا إنشاء بطاقات مخصصة خاصة بك.
لوفلايس هو واجهة مستخدم قوية وقابلة للتخصيص لـالمساعد المنزلي. يمكن استخدامه لعرض المعلومات وأجهزة التحكم في منزلك الذكي.

### أتمتة
يعمل المساعد المنزلي كمحور مركزي للتحكم في المنزل الذكي. يمكنه دمج الأجهزة والخدمات المختلفة في مكان واحد ودمجها ككيانات. يسمح نظام الأتمتة المستند إلى القواعد بإنشاء إجراءات مخصصة بناءً على حدث المشغل والشروط والإجراءات ، بما في ذلك البرامج النصية.
يمكن استخدام المساعد المنزلي أتمتة المباني وإدارة الإنذارات للأجهزة الإنذار الأمنية والمراقبة بالفيديو لنظام االأمن المنزلي بالإضافة إلى مراقبة أجهزة قياس الطاقة.
منذ ديسمبر 2020 ، أصبح من الممكن استخدام مخططات الأتمتة - أتمتة مسبقة الصنع من المجتمع يمكن إضافتها بسهولة إلى نظام موجود.

## حماية
تم وصف المساعد المنزلي، كمنتج برمجي محلي، مع تركيزه على التحكم المحلي لغرض الخصوصية جنبًا إلى جنب مع حالته كتطبيق مفتوح المصدر، على أنه مفيد لأمن النظام الأساسي. هذا صحيح بشكل خاص عند مقارنته ببرنامج أتمتة المنزل مغلق المصدر المستند إلى الأجهزةوالخدمات السحابية المسجلة الملكية.
المساعد المنزلي هو منتج برمجي محلي، مما يعني أنه يتم تشغيله على جهازك الخاص بدلاً من السحابة. هذا يمنح برنامج المساعد المنزلي تحكمًا أكبر في خصوصيتك وأمانك. عندما تستخدم برنامجًا سحابيًا، يتم تخزين بياناتك على أجهزة الخوادم الخاصة بالشركة التي تصنع البرنامج. يمكن للشركة الوصول إلى بياناتك واستخدامها لأغراض مختلفة، بما في ذلك التسويق والإعلان.
لا يوجد وصول عن بعد ممكّن افتراضيًا. يتم تخزين جميع البيانات على الجهاز نفسه، وليس في السحابة. هذا يمنحك مزيدًا من التحكم في خصوصيتك وأمانك.
يمكن تأمين حسابات المستخدمين بمصادقة ثنائية. تتطلب المصادقة الثنائية من المستخدمين إدخال كلمة مرور ورمز أمان مكون من ستة أرقام يتم إرساله إلى هاتفهم المحمول. هذا يجعل من الصعب جدًا على المهاجمين اختراق حسابك.
تحصل الوظائف الإضافية على تصنيف أمان بناءً على وصولها إلى موارد النظام. هذا يضمن أن الوظائف الإضافية التي لا تحتاج إلى الوصول إلى موارد النظام الحساسة لا يمكنها الوصول إليها.
في يناير 2021 ، وجد محلل الأمن السيبراني أوريل جويل ثغرة أمنية لاجتياز الدليلفي عمليات الدمج المخصصة لطرف ثالث في برنامج المساعد المنزلي . تم الكشف عن المشكلة في 22 يناير 2021 ، وتم تصحيحها في الإصدار 2021.1.5 من برنامج المساعد المنزلي، والذي تم إصداره في 23 يناير. لا توجد معلومات حول ما إذا كان قد تم إساءة استخدام الثغرة الأمنية.

## الجوائز والاستقبال والمراجعات
احتل تطبيق المساعد المركز الثاني في عام 2017  و 2018  عن جائزة (المنحة مفتوحة المصدر سابقًا)، وفاز لاحقا بالمركز الأول في عام 2019. فاز برنامج المساعد المنزلي أيضا بجائزة (DINACon) ،في عام 2018 ،عن فئة "جائزة الإنترنت المفتوح"،  بالإضافة إلى كونه مرشحًا لنفس الجوائز في عام 2013.
تم تضمين تطبيق مساع منزلي في عدد من مقارنات المنتجات والمنصات،حيث،مثل العديد من المحاور / البوابات / الجسور / وحدات التحكم في المنزل الذكي غير التجارية لأتمتة المنزل،غالبًا ما تم انتقادها في الماضي لإجبار المستخدمين على الدخول في ملف ممل إجراء الإعداد المستند إلى النص باستخدام لغة الترميز الكائنات بإستخدام الجافاسكريبت(YAML)،المستندة إلى النص بدلاً من واجهات المستخدم الرسومية. ومع ذلك،تستمر الإصدارات الأحدث من تطبيق مساعد منزلي التي أنتجها فريق التطوير الأساسي في جعل التكوين (من التثبيت الأولي بالإضافة إلى معظم التكوينات الأساسية) أكثر سهولة في الاستخدام من خلال السماح بالتكوين باستخدام واجهة المستخدم الرسومية المستندة إلى الويب بالإضافة إلى YAML الأصلي البرمجة النصية. أدرجت شركة (GitHub's State of the Octoverse)،تم انتقاد المساعد المنزلي في الماضي بسبب عملية الإعداد المملة القائمة على النص باستخدام لغة الترميز YAML بدلاً من واجهة المستخدم الرسومية. ومع ذلك، قام فريق التطوير الأساسي بتحسين عملية الإعداد في أحدث إصدارات المساعد المنزلي، مما يجعلها أكثر سهولة في الاستخدام. يمكن الآن إعداد المساعد المنزلي باستخدام واجهة المستخدم الرسومية بالإضافة إلى لغة الترميز .في عام 2019، صنفت شركة غيت هاب برنامج المساعد المنزلي باعتباره عاشر أكبر مشروع مفتوح المصدر على منصتها مع 6300 مساهم. في عام 2020، مع 8،162 مساهمًا، تم إدراجه في المرتبة الثانية في قائمة حزم البايثون مع المساهمين الأكثر تميزا.

## أنظر أيضا
- جهاز ذكي
- إنترنت الأشياء
- شبكة ذكية
- جهاز ذكي
- بيئة ذكية
- أتمتة المنزل

## روابط خارجية
- الموقع الرسمي